# 川口市立元郷小学校
川口市立元郷小学校（かわぐちしりつ もとごうしょうがっこう）は、埼玉県川口市元郷にある公立小学校。

## 沿革
- 1958年5月7日 - 一部の生徒が川口市立領家小学校に移籍
- 1981年4月1日 - 一部の生徒が川口市立領家小学校に移籍[1]

## 教育目標
- よく考え学ぶ子
- 心豊かで仲良く助け合う子
- 明るく健康で正しいことをやりぬく子[2]

## 通学区域
- 新井町 - 全域
- 元郷5丁目 - 全域
- 元郷6丁目 - 全域
- 弥平1丁目 - 全域[3]